# شناخت‌شناسی صوری
شناخت‌شناسی صوری با بهره گرفتن از ابزارهای صوری مانند ریاضیات و منطق به پژوهش در زمینه شناخت و دانش می‌پردازد. این موضوع پژوهشی میان رشته‌ای است که با هوش مصنوعی، علوم رایانه، اقتصاد، فلسفه، روانشناسی، ریاضیات و منطق ارتباط تنگاتنگی دارد. برای مثال ریاضیات مورد استفاده می‌تواند نظریه احتمالات، نظریه مجموعه‌ها باشد یا اینکه می‌تواند از منطق و گونه‌های مختلف منطق ماند منطق شناختی، منطق فازی، یا منطق‌های غیر کلاسیک برای مدل سازی استفاده کند.
سؤال‌های مهم در این حوزه، اغلب همانند سؤال‌هایی است که در شناخت‌شناسی یا معرفت‌شناسی سنتی پرسیده می‌شود. سؤال‌هایی چون دانش چیست؟ چه تفاوتی میان دانستن چیزی با داشتن عقیده‌ای دربارهٔ آن وجود دارد؟ چه چیزی عقیده ما را موجه می‌سازد؟
البته پرسش‌هایی هم هستند که ویژه شناخت‌شناسی صوری هستند. شناخت‌شناسی صوری تنها به جنبه کیفی باور نمی‌پردازد و دربارهٔ جنبه کمی باور هم پژوهش می‌کند. ما درجات باور داریم. از این روی نظریه احتمالات، نظریه فازی، یا نظریه رنک‌ها می‌تواند به مدل سازی‌هایی دست بزند و به پرسش‌هایی پاسخ دهد که برای شناخت‌شناسی سنتی موضوعاتی ناشناخته بودند.